# Chiến binh Baek Dong-soo
Chiến binh Baek Dong-soo (tiếng Hàn: 무사 백동수; Romaja: Mu-sa Baek Dong-su) là một bộ phim truyền hình Hàn Quốc năm 2011 với sự tham gia của diễn viên Ji Chang-wook, Yoo Seung-ho, Yoon So-yi, Shin Hyun-bin, Choi Min-soo và Jun Kwang-ryul. Phim chiếu trên SBS từ 4 tháng 7 đến 10 tháng 10 năm 2011 vào mỗi thứ 2&3 lúc 21:55 gồm 29 tập. Dựa trên manhwa Honorable Baek Dong-soo 2010 của Lee Jae-heon,.

## Phân vai
- Ji Chang-wook vai Baek Dong-soo (Yeo Jin-goo vai Dong-soo khi trẻ)
- Yoo Seung-ho vai Yeo Woon (Park Gun-tae vai Woon khi trẻ)
- Yoon So-yi vai Hwang Jin-joo (Lee Hye-in vai Jin-joo khi trẻ)
- Shin Hyun-bin vai Yoo Ji-sun
- Hong Jong-hyun vai Vua Jeongjo
- Choi Min-soo vai Chun
- Jun Kwang-ryul vai Kim Gwang-taek
- Park Jun-gyu vai Heuk Sa-mo
- Park Won-sang vai Jang Dae-pyo
- Lee Jin-ah vai Jang-mi
- Oh Man-seok vai Crown Prince Sado
- Yoon Ji-min vai Ji
- Park Chul-min vai In
- Jeon Guk-hwan vai Vua Yeongjo
- Geum Dan-bi vai hoàng hậu Jungsoo
- Lee Won-jong vai Hong Dae-ju
- Ahn Suk-hwan vai Seo Yoo-dae
- Kim Dong-kyun vai Boo Gwan
- Choi Jae-hwan vai Yang Cho-rip (Shin Dong-woo vai Cho-rip khi trẻ)
- Uhm Hyo-sup vai Baek Sa-king
- Kim Hee-jung vai Park Shi
- Lee Kye-in vai Yeo Cho-sang
- Sung Ji-roo vai Hwang Jin-gi
- Kim Da-yeon vai Kim Hong-do
- Kim Eung-soo vai Yoo So-kang
- Choi Yoon-so vai Goo-hyang
- Lee Si-eon vai Dae-heung
- Lee Young-woo vai Kenzo
- Choi Yoo-sung